# Palácio Real de Phnom Penh

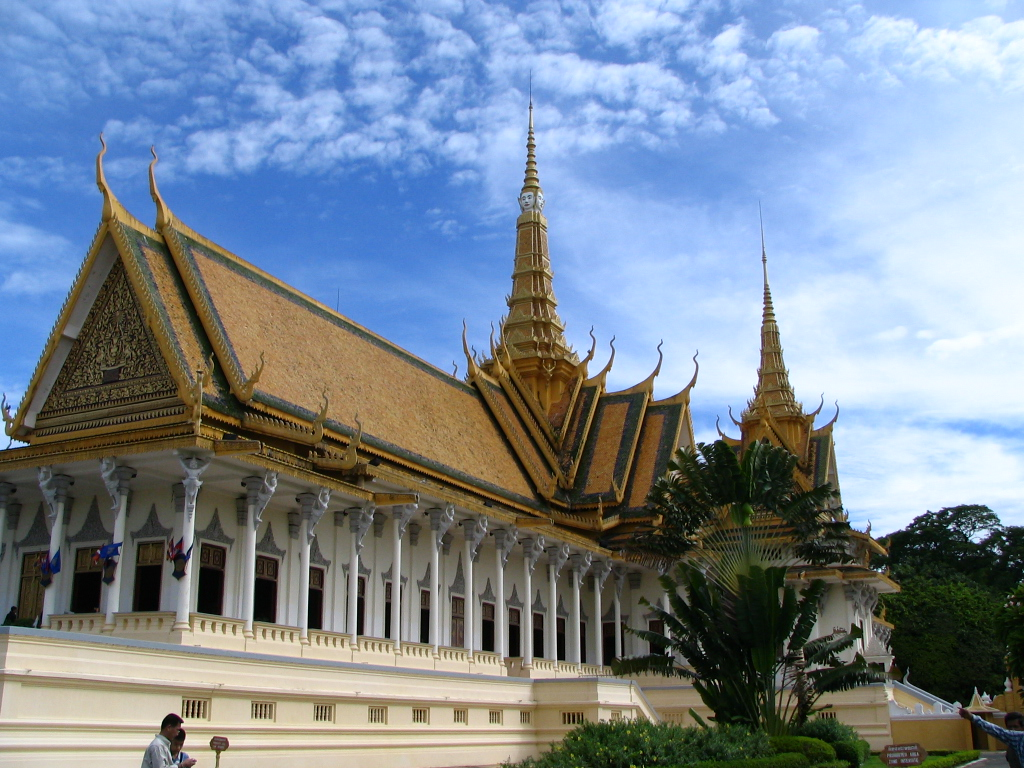
Mansão Throne, um dos edifícios do Palácio Real

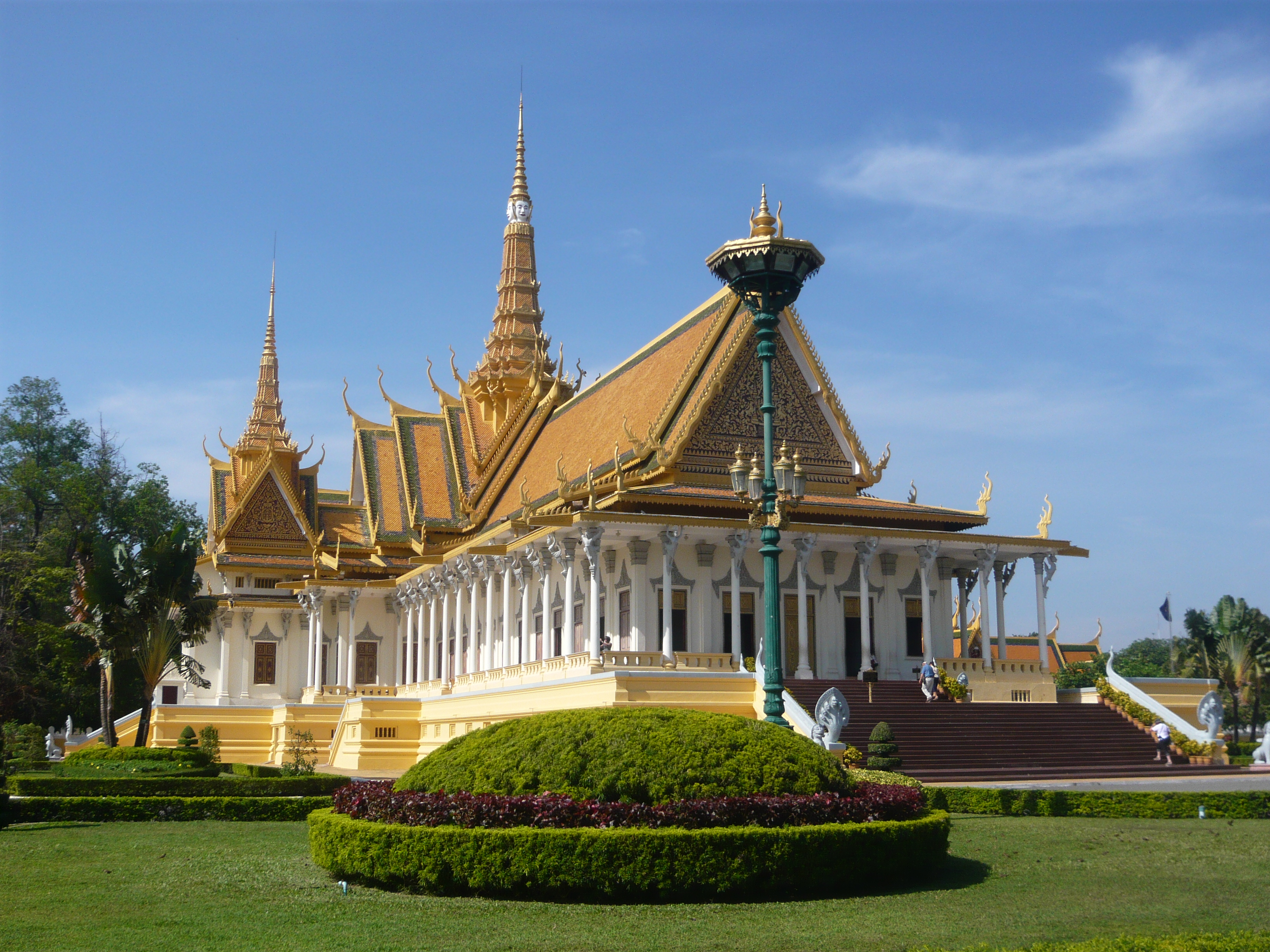
Mansão Throne, um dos edifícios do Palácio Real

O Palácio Real de Phnom Penh (Preah Barom Reachea Vaeng Chaktomuk, em língua khmer) é um conjunto de edifícios localizado em Phnom Penh, capital do Camboja, que forma o palácio real. Foi construído no século XIX, no ano de 1866, sobre o reinado do rei Morodom. A sua construção terminou em 1870, transferindo a família real do antigo palácio em Oudong, ao norte de Phnom Penh, para a região central da capital, onde permanece até os dias atuais.